# Кобад I
Кобад I или Кавад (Kawād, Qobād) е владетел от Сасанидската династия на Персия. Управлява два пъти: през 488 – 496 и 498 – 531 г. Неговото продължително царуване преминава под знака на вътрешна нестабилност и размирици, но той оставя държавата в по-сигурно положение отколкото при възкачването му.

## Живот
Син на Фируз I, Кобад попада в плен на ефталитите през 484 г., след поражението и гибелта на баща му при Херат. Кобад се намира при ефталитите, докато в Сасанидската империя царува чичо му Балаш. През 488 г. Кобад I претендира за царската власт подкрепен от ефталитски наемници. За да избегнат междуособна война, персийските благородници детронират Балаш и признават Кобад I за цар.
Първите години от царуването на Кобад I са доминирани от силната и богата иранска аристокрация, както и от вътрешните затруднения довели до обедняване на масата от поданиците. Надеждите на зороастрийските маги и на едрите магнати не се оправдават, когато Кобад I се опитва да ограничи привилегиите им и започва да подкрепя сектата на маздакитите, последователи на жреца Маздак, проповядващ доктрината за социално равенство. С покровителството на царя, маздакитите добиват голямо влияние и настояват богатствата на аристократите да бъдат поделени с народа. Възползвайки се от настроенията сред простолюдието, Кобад I налага волята си над магнатите, но позволява учението на Маздак да стигне до крайност.
В междуособна война през 493 г. Кобад I успява да елиминира контрола на благородниците над монархията. Недоволството на магнатите довежда до заговор срещу Кобад I, който в 496 г. е детрониран и пратен на заточение. Той е заменен от брат му Замасп, подкрепящ традиционния зороастризъм. Кобад се спасява при ефталитите и с тяхна помощ през 498 г. отново се връща на трона. По това време държавата е дезорганизирана и опустошена от степните нашественици, които изискват плащането на ежегоден данък.
Кобад I търси финансова помощ от своя съюзник Източната Римска империя, за да изплати дълговете към ефталитите заплашващи сасанидското царство от изток. След отказа на император Анастасий I през 502 г. Кобад обявява война на римляните и заедно с хунско-ефталитски наемници нахлува в Осроене и Армения. След като никоя от страните не постига решителен успех, а междувременно хуни нахлуват в Кавказ, персийско-византийската война приключва през 506 г. без промяна на границите. Сключеното 7-годишно примирие е удължено на 20 години, въпреки периодично възникващите погранични сблъсъци.
В края на управлението си Кобад I спира да подкрепя маздакитите, чието учение е предизвикало обществен хаос, и предприема опити да възстанови икономиката на страната. В 529 г. Маздак е обявен за еретик и царят допуска той да бъде убит, заедно с много от неговите последователи, сред които и престолонаследника Кавуз. По-младият син на царя, Хосров I практически контролира политиката, възстановява традиционния зороастризъм и предприема гонение на маздакитската секта.
След като ок. 524 г. потушава въстание в пограничното васално царство Иверия (Картли), Кобад I започва гонение на християните там, въпреки религиозна толерантност през по-голямата част от управлението му. Това става причина за подновяване на войната с римляните (Персийско-византийска война 526-532 или Иверийска война), водена в Задкавказието (Южен Кавказ) и горна Месопотамия, която е опустошена от арабските васали на персийския цар. През 530 г. Кобад I изпраща генералите си с 40 – 50 хилядна армия, която е разбита от римския пълководец Велизарий в Битка при Дара. През 531 г. персите побеждават Велизарий в Битка при Калиникум. По време на тази война Кобад I умира на преклонна възраст и е наследен от сина си Хосров I.